# Juan de Dios Hernández
Juan de Dios "Cheche" Hernández Tagle (ur. 4 stycznia 1986 w mieście Meksyk) – meksykański piłkarz występujący na pozycji pomocnika, obecnie zawodnik kostarykańskiego Alajuelense. Jego ojciec Juan Hernández również był piłkarzem.

## Kariera klubowa
Hernández pochodzi ze stołecznego miasta Meksyk i jest wychowankiem akademii juniorskiej tamtejszego zespołu Club América, którego piłkarską legendą pozostaje jego ojciec Juan Hernández. Nigdy nie potrafił się jednak przebić do pierwszej drużyny i profesjonalną karierę rozpoczynał w innym klubie ze stolicy – Cruz Azul, do którego seniorskiej ekipy został włączony jako dziewiętnastolatek przez szkoleniowca Isaaca Mizrahiego. W meksykańskiej Primera División zadebiutował 13 sierpnia 2005 w wygranym 5:1 spotkaniu z Tecos UAG, jednak nie potrafił sobie wywalczyć miejsca w wyjściowym składzie, wobec czego już po upływie pół roku udał się na wypożyczenie do niżej notowanego rywala zza miedzy – ekipy Atlante FC. Tam również spędził sześć miesięcy w roli głębokiego rezerwowego, po czym został wypożyczony po raz kolejny, tym razem do zespołu Jaguares de Chiapas z siedzibą w mieście Tuxtla Gutiérrez. Jego barwy reprezentował bez większych sukcesów przez rok, również rzadko pojawiając się na boiskach.
Latem 2007 Hernández, również na zasadzie wypożyczenia, przeniósł się do drugoligowej drużyny Lobos BUAP z siedzibą w Puebli, gdzie z kolei od razu został kluczowym zawodnikiem zespołu i występował w nim przez kolejny rok. Jego udane występy zaowocowały powrotem do najwyższej klasy rozgrywkowej; został wypożyczony do klubu Puebla FC, w którego barwach notował jednak sporadyczne występy. Wobec tego udał się na drugie wypożyczenie do drugoligowego Lobos BUAP, występując w nim jeszcze przez sześć miesięcy. W lipcu 2009 na zasadzie wypożyczenia zasilił kolejnego drugoligowca – Club Necaxa z miasta Aguascalientes, gdzie był jednym z ważniejszych graczy formacji ofensywnej i w jesiennym sezonie Apertura 2009 wygrał z nią rozgrywki Liga de Ascenso. Sukces ten powtórzył również pół roku później, podczas wiosennych rozgrywek Bicentenario 2010, co zaowocowało awansem Necaxy do pierwszej ligi. Bezpośrednio po tym sukcesie stracił jednak miejsce w składzie ekipy, której barwy reprezentował ogółem przez półtora roku.
W styczniu 2011 Hernández podpisał umowę z drugoligową drużyną Tiburones Rojos de Veracruz, której zawodnikiem pozostawał przez pół roku, po czym na zasadzie wypożyczenia przeszedł do innego drugoligowca – CD Irapuato, gdzie również występował bez poważniejszych osiągnięć przez sześć miesięcy. W późniejszym czasie został zawodnikiem drugoligowego zespołu Dorados de Sinaloa z siedzibą w Culiacán, w którym spędził udane dwa lata; pełnił przeważnie rolę podstawowego gracza ekipy, a podczas rozgrywek Apertura 2012 dotarł do finału rozgrywek drugiej ligi oraz zdobył puchar kraju – Copa MX, z siedmioma golami na koncie zostając królem strzelców tego turnieju. Na początku 2014 roku powrócił do pierwszej ligi, zasilając drużynę Club Tijuana, której filią był jego poprzedni zespół. Tam występował przez pół roku jako rezerwowy, po czym przeszedł do drużyny Club Atlas z miasta Guadalajara. Tam jego sytuacja nie uległa zmianie – przez półtora roku sporadycznie pojawiał się na ligowych boiskach.
Wiosną 2016 Hernández udał się na wypożyczenie do drugoligowej ekipy Cafetaleros de Tapachula, gdzie grał przez sześć miesięcy bez większych osiągnięć, po czym jako wolny zawodnik podpisał umowę z kostarykańskim klubem LD Alajuelense z miasta Alajuela.
| Sezon     | Klub                        | Kraj      | Rozgrywki        | Mecze | Bramki |
| --------- | --------------------------- | --------- | ---------------- | ----- | ------ |
| 2005/2006 | Cruz Azul                   | Meksyk    | Liga MX          | 1     | 0      |
| 2005/2006 | Atlante FC                  | Meksyk    | Liga MX          | 3     | 0      |
| 2006/2007 | Jaguares de Chiapas         | Meksyk    | Liga MX          | 11    | 0      |
| 2007/2008 | Lobos BUAP                  | Meksyk    | Ascenso MX       | 23    | 10     |
| 2008/2009 | Puebla FC                   | Meksyk    | Liga MX          | 8     | 0      |
| 2008/2009 | Lobos BUAP                  | Meksyk    | Ascenso MX       | 17    | 7      |
| 2009/2010 | Club Necaxa                 | Meksyk    | Ascenso MX       | 39    | 3      |
| 2010/2011 | Club Necaxa                 | Meksyk    | Liga MX          | 5     | 0      |
| 2010/2011 | Tiburones Rojos de Veracruz | Meksyk    | Ascenso MX       | 12    | 0      |
| 2011/2012 | CD Irapuato                 | Meksyk    | Ascenso MX       | 7     | 0      |
| 2011/2012 | Dorados de Sinaloa          | Meksyk    | Ascenso MX       | 7     | 0      |
| 2012/2013 | Dorados de Sinaloa          | Meksyk    | Ascenso MX       | 31    | 4      |
| 2013/2014 | Dorados de Sinaloa          | Meksyk    | Ascenso MX       | 9     | 1      |
| 2013/2014 | Club Tijuana                | Meksyk    | Liga MX          | 8     | 0      |
| 2014/2015 | Club Atlas                  | Meksyk    | Liga MX          | 3     | 0      |
| 2015/2016 | Club Atlas                  | Meksyk    | Liga MX          | 0     | 0      |
| 2015/2016 | Cafetaleros de Tapachula    | Meksyk    | Ascenso MX       | 12    | 0      |
| 2016/2017 | LD Alajuelense              | Kostaryka | Primera División |       |        |